# 關家傑
關家傑，英文名Alan Kwan，香港爵士音樂人。2019年以個人首張錄音室專輯《Petrichor》獲第31屆金曲獎演奏類最佳專輯獎、最佳專輯製作人獎和最佳作曲人獎三項提名。2021年帶領樂團Invisible Architecture 無形建築，發行專輯《Between Now and Never 句號與逗號之間》獲第33屆金曲獎演奏類最佳專輯製作人獎和其他三項提名。

## 個人背景
關家傑14歲開始學習吉他演奏，大學本科入讀美國北德克薩斯大學攻讀爵士研究，師從Fred Hamilton和Stefan Karlsson。獲北德克薩斯大學音樂學院獎學金、Kris Kolflat爵士吉他獎學和學術獎學金。期後，關家傑進入紐約市立大學皇后學院修讀爵士研究碩士。
在紐約期間，關家傑活躍於紐約爵士圈。他創作了個人第一張專輯《Petrichor》，並邀請Dayna Stephens、Fabian Almazan、Linda May Oh和Johnathan Blake參與錄製。該專輯於2019年入圍第31屆金曲獎演奏類最佳專輯獎、最佳專輯製作人獎和最佳作曲人獎。
2018年，關家傑返回香港，踏足亞洲爵士音樂舞台，相繼出演了臺北爵士音樂節、臺中爵士音樂節、蒙特勒爵士音樂節（杭州）、香港法國五月音樂節、香港西九龍自由爵士音樂節、香港國際爵士吉他音樂節等。曾與Billy Childs、Ulf Wakenius、Orlando Le Fleming、Reuben James、渡邊香津美、黃瑞豐、小野麗莎、櫻井哲夫、
林正樹等共演。
2021年，關家傑與大學時期的好友Matt Young和Jordan Gheen組成樂隊Invisible Architecture，樂隊名意為「無形建築」，致敬義大利作家伊塔囉·卡爾維諾代表作《Invisible Cities》（看不見的城市）。樂隊出道專輯《Between Now and Neve (逗號與句號之間）》融合電子音樂、聲境、現代爵士，跳脫傳統流派束縛。專輯獲得第33屆金曲獎最佳專輯製作人獎以及入圍演奏類最佳專輯獎、最佳作曲人獎和最佳演奏錄音專輯獎，入圍金音獎亞洲創作音樂獎。
2023年起擔任Musicians Institute客席講師（東京分校）。
除了從事自己的音樂活動之外，關家傑還與其他藝術家合作，以音樂製作人、編曲、配樂等的身分參與動畫、視覺藝術、舞台劇、電影等項目中。

## 獎項紀錄

### 音樂
| 年份   | 屆次             | 專輯                      | 獎項                   | 結果 |
| 2020年 | 第31屆金曲獎     | 《Petrichor》             | 演奏類最佳專輯獎       | 提名 |
| 2020年 | 第31屆金曲獎     | 《Petrichor》             | 演奏类最佳專輯製作人獎 | 提名 |
| 2020年 | 第31屆金曲獎     | 《Petrichor》             | 最佳作曲人獎           | 提名 |
| 2022年 | 第33屆金曲獎     | 《Between Now and Never》 | 演奏類最佳專輯製作人獎 | 獲獎 |
| 2022年 | 第33屆金曲獎     | 《Between Now and Never》 | 演奏類最佳專輯獎       | 提名 |
| 2022年 | 第33屆金曲獎     | 《Between Now and Never》 | 最佳作曲人獎           | 提名 |
| 2022年 | 第33屆金曲獎     | 《Between Now and Never》 | 最佳演奏錄音專輯獎     | 提名 |
| 2022年 | 第13屆金音創作獎 | 《Between Now and Never》 | 亞洲創作音樂獎         | 提名 |